# Українсько-кіпрські відносини
Українсько-кіпрські відносини — відносини між Україною та Республікою Кіпр.
Кіпр визнав незалежність України 27 грудня 1991, а 19 лютого 1992 встановлено дипломатичні відносини між країнами.
В Україні діють посольство Кіпру в Києві (з 2011) і почесні консульства в Одесі та Маріуполі (тимчасово не діє). На Кіпрі діють посольство України в Нікосії та почесне консульство в Лімассолі.
Між країнами діє безвізовий режим.

## Економічна співпраця
За даними посольства України, обсяги двосторонньої торгівлі товарами й послугами між країнами у 2020 році склали $674,6 млн, причому обсяги експорту для України становили $418,9 млн, а імпорту – $255,8 млн.
За даними Національного банку України, Кіпр посідає перше місце серед країн світу, що здійснюють інвестиції в українську економіку (станом на 3 квітня 2020 року, загальна кількість інвестицій становила $14,95 млрд.) На думку деяких експертів, це пов'язано з тим, що Кіпр є офшорною зоною, в яку виводяться кошти для уникнення оподаткування. Зокрема, станом на 2015 рік, вкладення українських компаній у Кіпр становили 93% від загального рівня прямих інвестицій України за кордон.

## Військова співпраця
Україна брала участь у роботі миротворчої місії ООН на Кіпрі. Станом на жовтень 2020 року, у складі штабу місії проходили службу 1 військовослужбовець національного персоналу (черговий оперативний офіцер) та 6 поліцейських Національної поліції України (серед яких 2 жінки).